# Fëdor Ključnikov
Fëdor Vladimirovič Ključnikov (in russo Фёдор Владимирович Ключников?; Krasnojarsk, 14 giugno 1990) è un cestista russo.